# Денис Джъд
Денис Джъд (на английски: Denis Judd) е британски историк и писател (автор на произведения в жанровете биография, исторически роман и детска литература).

## Биография и творчество
Роден е през 1938 г. в Нортхамптъншър, Англия. Завършва местната гимназия и печели стипендия за колежа „Магдален“ в Оксфорд, където завършва със степен по съвременната история. Получава докторска степен в Лондонския университет с дисертация на тема: „А. Дж. Балфур, развитието и проблемите на Британската империя 1874-1906“.
Работи като преподавател и старши преподавател в Университета на Северен Лондон в периода 1964-1972 г. От 1972 г. работи към Лондонския университет „Метрополитън“ и е бил е декан на историческия факултет. Специализира се по историята на Британската империя и Британската общност, особено в Южна Африка и Индия. Професор по история от 1990 г. Сътрудник е на Кралското историческо общество. Работи като гостуващ професор към лондонския клон на Университета на Ню Йорк.
Денис Джъд е написал много книги за британската история, за някои представители на монархията, биографията на Джавахарлал Неру и е оторизиран биограф за живота на детската писателка Алисън Ътли.
Отделно пише кратки пътеписи за различни страни по света. Автор е на разкази за деца и два художествени романа, от които най-известният е „Историята на Дългия Джон Силвър“. Той разказва историята на героя преди събитията описани в романа на Р. Л. Стивънсън „Островът на съкровищата“.
Редовен участник е в радио и телевизионните предавания, като водещ, консултант и интервюиран по въпроси от световната история. Пише рецензии и статии за академичните списания и националните медии.
Денис Джъд живее със семейството си в Лондон.

## Произведения

### Самостоятелни романи
- Livingstone in Africa (1973)
- Историята на Дългия Джон Силвър, The Adventures of Long John Silver (1977)
- Return To Treasure Island (1978)
- Further Tales of little Grey Rabbit (1989)

### Документалистика
- Balfour and The British Empire (1968)
- The Victorian Empire (1970)
- Posters of World War Two (1972)
- The British Raj (1972)
- George V (1973)
- Someone Has Blundered (1973)
- The House of Windsor (1973)
- Edward VII (1975)
- Palmerston (1975)
- The Crimean War (1975)
- Eclipse of Kings (1976)
- Radical Joe: A Life of Joseph Chamberlain (1977)
- Lord Reading, Rufus Isaacs, First Marquess Of Reading, Lord Chief Justice And Viceroy Of India, 1860-1935 (1982)
- Prince Philip: A Biography (1991)
- Jawaharlal Nehru (1993)
- Empire: The British Imperial Experience From 1765 To The Present (1996)
- Alison Uttley (2001)
- The Boer War (2002) – с Кейт Съридж
- The World's First Superpower: The Rise of the British Empire from 1497 to 1901 (2004)
- The Lion and the Tiger: The Rise and Fall of the British Raj (2004)
- The Private Diaries of Alison Uttley: Author of Little Grey Rabbit and Sam Pig (2010)